# Seznam avstrijskih zdravnikov
Seznam avstrijskih zdravnikov.

## A
- Oskar Adler
- Karl Altmann
- Hans Asperger
- Leopold Auenbrugger

## B
- Robert Barany/Robert Bárány

## C
- Carl Cori

## F
- Ernst von Feuchtersleben
- Ernst von Fleischl-Marxow
- Viktor Frankl
- Karl von Frisch
- Ernst Fuchs

## H
- Viktor Hacker
- Ferdinand von Hebra
- Aribert Heim
- Julius Hochenegg?

## K
- Eric Kandel (avstrijsko ameriški nevropsihiater)

## L
- Karl Landsteiner

## M
- Franz Mesmer
- Ernst Moro

## P
- Paracelzij
- Clemens von Pirquet

## S
- Ignaz Semmelweis

## W
- Julius Wagner-Jauregg
- (Anton Wernig)
- Ernst Wertheim

## Z
- Valentin Zeileis